# Ivan VI. Kantakuzen
Ivan VI. Kantakuzen (grško starogrško Ἰωάννης ΣΤʹ Καντακουζηνός, Iōannēs ST′ Kantakouzēnos, latinsko Johannes Cantacuzenus je bil grški plemič, državnik, general in cesar-uzurpator,  * 1292, Konstantinopel, Bizantinsko cesarstvo, † 15. junij 1383, Mistra, Morejski despotat.
Pod Andronikom III. Paleologom ja bil veliki domestik in regent Ivana V. Paleologa in od leta 1347 do 1354 cesar-uzurpator. Po odstavitvi se je kot Joasaf Kristodul umaknil v samostan in ostanek življenja preživel kot menih in zgodovinar. Napisal je več teoloških in zgodovinskih del.

## Življenje

### Prihod na prestol
Rojen je bil v Konstantinoplu kot sin morejskega guvernerja Mihaela Kantakuzena. Donald Nikol špekulira, da je bil rojen morda po očetovi smrti in bil njegov edini otrok. Preko svoje matere Teodore Paleologine Angeline je bil v sorodu s tedanjo vladarsko rodbino Paleologov. Preko žene Irene Asanine je bil drugi bratranec cesarja Andronika III. Paleologa. Kantakuzeni so postali dobri prijatelji Andronika III. in eni od njegovih glavnih podpornikov v sporih z njegovim starim očetom Andronikom II. Paleologom. Po prihodu Andronika III. na bizantinski prestol leta 1328 je Ivan VI. postal njegov veliki domestik in mu služil ves čas njegovega vladanja. Po cesarjevi  smrti junija 1341 je bil imenovan za regenta njegovega naslednika, devetletnega Ivana V. Paleologa.
Zgleda, da Kantakuzen sprva ni imel nobenih ambicij, da bi postal cesar, in je večkrat zavrnil ponudbo Andronika III., naj postane njegov sovladar. Po cesarjevi smrti je ponovno zavrnil prestol in vztrajal, da je njegov zakoniti naslednik Ivan V. Sam je bil zadovoljen s tem, da do Ivanove polnoletnosti nadzira državno administracijo. Njegova resnična lojalnost ostaja neznana, cesarjeva mati Ana pa je sumila, da se za njegovo zvestobo skriva izdaja.
Njegovo prijateljstvo s prejšnjim  cesarjem in moč nad njegovim naslednikom je  zbudila ljubosumje nekdanjih cesarjevih varovancev, predvsem patriarha Ivana Kaleka in Alekseja Apokavka. Ko je Kantakuzen izven Konstantinopla organiziral vojsko proti ostankom latinskih kneževin, ki so še posedovale del Peloponeza, jima je po nizu neuspelih poskusov uspelo septembra 1341  preklicati njegovo regentstvo. Kantakuzen se je poskušal pogajati z uzurpatorji, vendar mu to ni uspelo. Njegovo vojsko so ukazali razpustiti. Njegove sorodnike so izgnali iz prestolnice ali jih aretirali, njihovo premoženje pa so zasegli novi regenti. Njegova mati je zaradi slabega ravnanja umrla v hišnem zaporu. Kantakuzenova vojska se ni ozirala na ukaz novih oblastnikov in ga je v Didimotiki v Trakiji razglasila za cesarja Ivana VI. Kantakuzen je razglasitev sprejel in vladal kot mlajši cesar Ivana V.

### Državljanska vojna
Razglasitev je sprožila državljansko vojno, ki je trajala šest let in popolnoma razklala in skoraj uničila Bizantinsko cesarstvo. Ivan VI. je nameraval najprej zasesti Solun, ki so mu ga nameravale predati vladajoče družine. Apokavk je to pričakoval in poslal v Solun vojno ladjevje. Ivan VI. je pobegnil v Srbijo, kjer je dobil zaščito in vojaško podporo kralja Štefana Dušana. Pomoč se je izkazala kot neučinkovita in samo intervencija njegovega prijatelja in zaveznika Umurja Ajdinskega je zlomila obleganje njegovega  štaba v Didimotiki.
Naslednje leto je ponovno poskušal osvojiti Solun. Poskus je propadel, ker so Srbi prestopili na stran regentov in ga pred mestom pustili samega. Tudi tokrat ga je prišel reševat Umur, ki se je skozi Makedonijo prebil do Soluna in odpeljal Ivana VI. v Didimotiko.
Vojna je trajala še štiri leta, ker nobena stran ni mogla odločilno premagati  nasprotne, čeprav je bil čas na Kantakuzenovi strani. Začel se je pogajati z osmanskimi Turki, dal svojo hčerko Teodoro v Orhanov harem in mu dovolil, da grške kristjane jemlje za sužnje. Grško-turška vojska je nazadnje zmagala in Ivan VI. je leta 1347 slavnostno vkorakal v Konstantinopel. S cesarico Ano se je dogovori,  da bo kot starejši cesar vladal naslednjih deset let, potem pa bo oblast enakovredno delil s takrat že polnoletnim Ivanom V.

### Vladanje
Med vladanjem Ivana VI. je razdrobljeno, obubožano in oslabljeno Bizantinsko cesarstvo še naprej razpadalo.
Genovežani se nisoozirali na določbe pogodbe, ki je omogočila njihovo kolonijo v Galati, in so jo začeli utrjevati in oboroževati. Carine, ki so jih pobirali, so nelojalno spodkopavale bizantinsko gospodarstvo, ker je kar  87% prihodkov od prometa skozi Bospor  pripadlo njim in ne cesarstvu. Ivan VI. je v pripravah na vojno, od katere je pričakoval zmanjšanje dajatev, ki jih je plačevalo cesarstvo, poskušal obnoviti razpuščeno bizantinsko mornarico. S sposojenim denarjem mu je uspelo zgraditi devet velikih in okoli sto manjših ladij in znižati dajatve Genovežanom, potem pa so mu Genovežani napovedali vojno in do začetka leta 1349 potopili ali zajeli njegovo ladjevje. Bizantinci so za povračilo požgali velik del Galate, vključno s pristaniščem in skladišči, in prisilili Genovežane na pogajanja. Sami so bili za varovanje na morju prisiljeni sprejeti pomoč Beneške republike. Benetke so se v vojno proti Genovi vključile  leta 1350. Vojna se je naslednje leto končala s Pirovo zmago Ivana VI.
Ivan VI. je naslednje leto nadziral Peti koncil v Konstantinoplu, na katerem so potrdili teološke nauke Gregorja Palamasa in zavrgli ideje  Varlaama (Barlaama) Kalabrijskega kot preveč zahodno usmerjene.
V tam času je srbski kralj Štefan Dušan osvojil Albanijo, Makedonijo in Epir.  Ivan VI. je nadaljnje prodiranje ponovno ustavil s pomočjo turških zaveznikov. Turki so namesto plačila  dela bizantinskih dolgov leta 1354 dobili polotok Galipoli – svoje prvo oporišče na evropski celini.
Ivan VI. je leta 1353 za drugega socesarja imenoval svojega sina Mateja Kantakuzena. Njegov poskus, da bi del državnih dolgov plačal s povečanimi davki, je že dolgo povzročal nezadovoljstvo. Ivan V. ga je zato konec leta  1354 odstavil.

### Upokojitev
Ivan VI. se je po odstavitvi kot Joasaf Kristodul umaknil v samostan, domnevno in se začel ukvarjati s pisanjem, v katerem naj bi bil zelo vešč. Njegova Zgodovina obdobja od leta 1320 do 1356 v štirih knjigah je bila nekakšen zagovor njegovih dejanj. Zapisi niso vedno vredni zaupanja. Podatki o zadevah, v katere  sam ni bil vključen, so pomanjkljivi in dopolnjeni s podatki iz pisanja njegovega sodobnika Nikiforja Gregorasa.
Leta 1367 je bil kot Joasaf imenovan za predstavnika Vzhodne pravoslavne cerkve na pogajanjih z latinskim patriarhom Pavlom, na katerih naj bi dosegli spravo med pravoslavno in katoliško Cerkvijo. Sklenili so, naj se skliče veliki ekumenski koncil, na katerem naj bi prisostvovali papež in vsi patriarhi, nadškofi in škofi vzhodnih in zahodnih  Cerkva. Predlog je papež Urban V. zavrnil in poskus sprave je propadel. 
Kantakuzen je umrl na Peloponezu. Sinovi so ga pokopali v Mistri v Lakoniji na Peloponezu.

## Družina
S prvo ženo, bolgarsko princeso Ireno Asanino, vnukinjo carja Ivana Asena III., je imel več otrok, vključno z
- Matejem Kantakuzenom, socesarjem 1353-1357, kasneje despotom Moreje
- Manuelom Kantakuzenom, despotom Moreje
- Andronikom Kantakuzenom (umrl 1347)
- Marijo Kanakuzeno, poročeno z Nikiforjem II. Orsinijem Epirskim
- Teodoro Kantakuzeno, poročeno z osmanskim sultanom Orhanom I.[13]
- Heleno Kantakuzeno, poročeno s cesarjem Ivanom V. Paleologom

## Književna dela
Kantakuzenovo Zgodovino v štirih knjigah je leta 1603 objavil J. Pontanus, okoli leta 1830  Ludwig Schopen v Bonnu kot del Corpus Scriptorum Hist. Byz  in J.-P. Migne v Parizu. Kantakuzen je napisal tudi komentarje prvih petih knjig Aristotelove Nikomahove etike in več spornih teoloških razprav, vključno z obrambo hezihazma, in delo Proti mohamedanstvu, tiskano v Migneu.